# Södra Tvängstjärnen
Södra Tvängstjärnen är en sjö i Årjängs kommun i Värmland och ingår i Göta älvs huvudavrinningsområde. Sjön är 9,8 meter djup, har en yta på 0,223 kvadratkilometer och befinner sig 179 meter över havet. Sjön avvattnas av vattendraget Karlsforsälven (Edsälven).

## Delavrinningsområde
Södra Tvängstjärnen ingår i det delavrinningsområde (659113-130075) som SMHI kallar för Utloppet av Södra Tvängstjärnen. Medelhöjden är 213 meter över havet och ytan är 1,8 kvadratkilometer. Räknas de 4 avrinningsområdena uppströms in blir den ackumulerade arean 50,78 kvadratkilometer. Karlsforsälven (Edsälven) som avvattnar avrinningsområdet har biflödesordning 3, vilket innebär att vattnet flödar genom totalt 3 vattendrag innan det når havet efter 264 kilometer. Avrinningsområdet består mestadels av skog (87 procent). Avrinningsområdet har 0,23 kvadratkilometer vattenytor vilket ger det en sjöprocent på 12,8 procent.